# Emmanuel Lechypre
Emmanuel Lechypre, né le 3 avril 1966 à Paris, est un éditorialiste économique français officiant sur BFM TV, BFM Business, RMC et RMC Story

## Biographie
Il naît le 3 avril 1966 à Paris d’un père cheminot et d’une mère employée de compagnie d'assurances.
Il est diplômé de l’université Paris I‑Panthéon Sorbonne dont il obtient une licence de sciences économiques ainsi qu'une maîtrise d’économétrie. 
De 1990 à 1998, il est conjoncturiste au centre de prévision du journal L'Expansion. Toujours dans le même journal, il est ensuite rédacteur de 1998 à 2002 avant de devenir rédacteur en chef adjoint et chef du service économie de 2002 à 2003, directeur du centre de prévision de 2003 à 2005, puis enfin rédacteur en chef de 2005 à 2012. Depuis 2012, il travaille chez BFM Business et BFM TV où il est éditorialiste et directeur de l’Observatoire. Il y anime notamment une chronique Le chiffre de Lechypre,,, et participe régulièrement à l'émission Les Experts de Nicolas Doze. Il a également participé à des débats sur d'autres chaines comme par exemple dans C dans l'air sur France 5 ou Mots croisés sur France 2 ; et sur la radio dans On n’arrête pas l’éco de France Inter,. Il publie toujours dans la presse écrite, notamment L'Expansion,,. Il donne également son avis dans la presse internationale,,.    
Il participe régulièrement à des conférences, comme les Rencontres économiques d'Aix-en-Provence organisées par le Cercle des économistes,, ou les Nuits du savoir à l'institut culturel Bernard Magrez. 
Emmanuel Lechypre est membre de Société d'économie politique, une société savante, ainsi que du Cercle des économistes.
À partir de la rentrée de septembre 2020, il participe, avec Laurent Neumann, à une nouvelle émission baptisée Neumann/Lechypre et piloté par Laure Closier. Ce nouveau programme est diffusé du lundi au vendredi entre 12 h et 15 h sur RMC et également en simultané sur RMC Story à partir de janvier 2021. L'émission n'est pas renouvelé pour la saison 2021-2022.
Depuis août 2021, il est chroniqueur dans la matinale Apolline Matin sur RMC et RMC Story (présentée par Apolline de Malherbe) et le midi dans Le Dej' Info sur BFM TV (présentée par Pascale de La Tour du Pin).

## Controverses
Lors de l'hommage de la Chine aux victimes du Covid-19 en avril 2020, pensant que son micro était coupé, il murmure à ses collègues en direct « ils enterrent des Pokémon ». La chaîne présente ses excuses après les « propos inappropriés » du journaliste et annonce l'avoir sanctionné par une mise en retrait d'une semaine du journaliste sur les antennes BFM TV et BFM Business.
En juin 2021, il suscite la polémique en s'en prenant aux non-vaccinés sur l'antenne de RMC : « On vous vaccinera de force, moi je vous ferai emmener par deux policiers au centre de vaccination. Faut aller les chercher avec les dents et avec les menottes s’il le faut ! » ; « Les non-vaccinés, ce sont des dangers publics, donc j'ai une démarche très claire : je fais tout pour en faire des parias de la société ! »,, puis reprenant qu'ils devraient être « interdits de sortir, d'aller au resto, au cinéma ».
Le 7 février 2023, invité sur le plateau de BFM TV pour défendre la réforme des retraites d'Emmanuel Macron face à Philippe Martinez, il justifie l'augmentation de l'âge légal de départ à la retraite par la croissance du nombre de retraités avec l'élévation de l'âge de la population. Pour cela, il cite la loi du 14 mars 1941, abordant alors déjà le sujet. À la suite des protestations des présentateurs et invités, il se ravise en disant simplement : « Je vérifierai. ».

## Publications
- Ecodigest : 50 ans de statistiques (Economica, 1996) : ouvrage coécrit avec Philippe Lefournier, Béatrice Mathieu et Danièle Oliveau.
- Golden Boss : Patrons ou rentiers (Eyrolles, 2006) : Ouvrage écrit en collaboration avec Thierry Aimar.
- 101 idées reçues sur l’économie (L’Express, 2007) : Ouvrage collectif coécrit avec Franck Dedieu et François De Witt.
- 150 idées reçues sur l’économie (L’Express, collection L’Expansion, 2010) : Ouvrage collectif co-écrit avec Franck Dedieu et François De Witt.
- La Présidentielle en 25 débats (L’Express, 2012) : Ouvrage co-écrit avec Béatrice Mathieu.
- Préface du livre : L’économie toute nue de James Wheelan (Editions De Boeck supérieur, septembre 2016).